# Portrait d'un meurtrier
Portrait d'un meurtrier (Schon wieder Henriette) est un téléfilm allemand réalisé par Nikolaus Leytner et diffusé en 2013.

## Fiche technique
- Titre original : Schon wieder Henriette
- Réalisation : Nikolaus Leytner
- Scénario : Jens Urban
- Photographie : Hermann Dunzendorfer
- Musique : Matthias Weber
- Pays d'origine :  Allemagne
- Langue originale : Allemand
- Durée : 110 minutes
- Date de diffusion :
  -  France : 14 février 2014 sur M6

## Distribution
- Christiane Hörbiger (V. F. : Monique Nevers) : Henriette Frey
- Erwin Steinhauer (V. F. : Richard Leblond) : Ferdinand Sternheim
- Harald Schrott (V. F. : Stéphane Pouplard) : Siegfried Anzengruber
- Alexander Held (V. F. : Gilbert Lévy) : Hartmut Ille
- Manuel Witting (V. F. : Jonathan Amram) : Jonas Kugler
- Barbara Meier (V. F. : Marie Nonnenmacher) : Lena Setzlaff
- Rüdiger Vogler : Karl Zickler
- Lilian Klebow : Yvonne Zickler
- Elena Uhlig : Caroline Deckstein

Sources et légende : Version française selon le carton de doublage français.